# Eugnosta plusiana
Eugnosta plusiana es una especie de polilla de la tribu Cochylini, familia Tortricidae.
Fue descrita científicamente por Kennel en 1899.

## Distribución
Se encuentra en Turkmenistán y Rusia.